# Alfred Norrmén
Johan Alfred Norrmén, född 22 april 1858 i Ylöjärvi, död 6 juli 1942 i Helsingfors, var en finländsk bankman. Han var son till Oscar Norrmén och bror till Herman Norrmén.
Norrmén fick titeln vicehäradshövding 1882. Han var 1882–1990 advokat i Helsingfors och 1890–1907 medlem av direktionen för Föreningsbanken. Som bankens vd 1907–1912 hade han väsentlig andel i dess utveckling till landets dåförtiden största depositionsbank. Norrmén var ordförande i Helsingfors stadsfullmäktige 1904–1918. Han var därtill bland annat ordförande i utrikesministeriets traktatkommitté 1919–1932 och direktionsordförande i Finlayson & Co från 1928 till sin död.

## Utmärkelser
- Kommendörstecknet av I klass av Finlands Vita Ros’ orden[2]
- Røde Kors-medaljen (Preussen)[2]
- Storkors av Polonia Restituta[2]
- Storofficer av Italienska kronorden[2]
- Storofficer av Oranien-Nassauorden[2]
- Storkorset av Isabella den katolskas orden[2]
- Kommendör av första graden av Dannebrogorden[3]

[Redigera Wikidata]